# Eragrostis alopecuroides
Eragrostis alopecuroides är en gräsart som beskrevs av Benedict Balansa. Eragrostis alopecuroides ingår i släktet kärleksgrässläktet, och familjen gräs.
Artens utbredningsområde är Vietnam. Inga underarter finns listade i Catalogue of Life.